# Die Hard (série de filmes)
Die Hard é uma série cinematográfica estadunidense de filmes de ação que teve início em 1988 com o filme-título, baseado no romance Nothing Lasts Forever de Roderick Thorp. A série é estrelada pelo ator e produtor Bruce Willis como o policial John McClane, um detetive do Departamento de Polícia de Nova Iorque, que acaba envolvendo-se em crises violentas na grande metrópole.

## Filmes

### Die Hard(1988)
O primeiro filme da franquia se inicia na Véspera de Natal, quando McClane (Bruce Willis) participa da festa natalina da empresa de sua ex-esposa, Holly Gennero (Bonnie Bedelia) em Los Angeles. Holly separou-se para seguir a carreira de seus sonhos juntamente com seus dois filhos e passou a usar o nome de solteira. Em meio à festa, terroristas da Alemanha Oriental invadem o Nakatomi Plaza e rendem os participantes. McClane foge e se esconde no prédio, descobrindo o verdadeiro objetivo da gangue é roubar 400 milhões do cofre central. 
O filme foi lançado em 15 de julho de 1988 e recebeu classificações positivas da crítica especializada.

### Die Hard 2(1990)
Aproximadamente um ano depois, novamente na Véspera de Natal, McClane aguarda sua esposa no Aeroporto Internacional Washington Dulles quando mercenários liderados pelo Coronel Stuart (William Sadler) invadem a sala de operações e restringem o pouso de aeronaves, incluindo a que abriga a esposa de McClane. Stuart quer libertar um ditador latino-americano (Franco Nero) a caminho do aeroporto. McClane descobre o plano, incluindo uma conspiração entre Stuart e uma unidade anti-terrorismo enviada para impedi-lo. 
O filme foi lançado em 4 de julho de 1990 e recebeu classificações positivas da crítica especializada.

### Die Hard with a Vengeance(1995)
No terceiro filme da franquia, McClane está de volta a Nova Iorque e novamente separado de sua esposa, suspenso da polícia e quase viciado em álcool. Um terrorista conhecido somente como "Simon" (Jeremy Irons) ameaça explodir várias regiões da cidade a menos que McClane jogue sua versão irônica de "O mestre mandou", com vários desafios e provas que colocam em risco a segurança dos civis.
Zeus Carver (Samuel L. Jackson), um comerciante do Harlem, salva a vida de McClane após seu primeiro desafio e continua o ajudando mesmo contra a vontade. O FBI descobre que Simon é irmão de Hans Gruber, morto no primeiro filme, e McClane descobre que seu plano de vingança é uma forma de roubar a Reserva Federal de Nova Iorque.
O filme foi lançado em 19 de maio de 1995 e recebeu críticas mistas.

### Live Free or Die Hard(2007)
O enredo do quarto filme ocorre mais de dez anos após o anterior, no Dia da Independência. McClane está divorciado e distante de sua filha Lucy (Mary Elizabeth Winstead). Ciber terroristas invadem os sistemas do FBI, obrigando McClane a interrogar o hacker Matthew Farrell (Justin Long), e a dupla se torna alvo de assassinos contratados por Thomas Gabriel (Timothy Olyphant). 
O filme foi lançado em 27 de junho de 2007 e recebeu críticas positivas.

### A Good Day to Die Hard(2013)
Anos após o ataque em Washington, D.C., McClane descobre que seu filho John McClane Junior (Jai Courtney) foi preso por assassinato em Moscou. Quando McClane chega na capital russa, a prisão explode e "Jack" foge com o ex-bilionário russo Yuri Komarov (Sebastian Koch). Em uma intensa perseguição, McClane consegue salvar a dupla, mas descobre que seu filho está totalmente diferente.
| Filme           | Data de lançamento      | Diretor(es)    | Roteirista(s)                        | História(s)                          | Produtor(es)                                  |
| --------------- | ----------------------- | -------------- | ------------------------------------ | ------------------------------------ | --------------------------------------------- |
| Duro de Matar   | 15 de julho de 1988     | John McTiernan | Steven E. de Souza e Jeb Stuart      | Steven E. de Souza e Jeb Stuart      | Lawrence Gordon e Joel Silver                 |
| Duro de Matar 2 | 04 de julho de 1990     | Renny Harlin   | Steven E. de Souza e Doug Richardson | Steven E. de Souza e Doug Richardson | Lawrence Gordon, Joel Silver e Charles Gordon |
| Duro de Matar 3 | 19 de maio de 1995      | John McTiernan | Jonathan Hensleigh                   | Jonathan Hensleigh                   | John McTiernan e Michael Tadross              |
| Duro de Matar 4 | 27 de junho de 2007     | Len Wiseman    | Mark Bomback                         | Mark Bomback e David Marconi         | Michael Fottrell                              |
| Duro de Matar 5 | 14 de fevereiro de 2013 | John Moore     | Skip Woods                           | Skip Woods                           | Alex Young e Wyck Godfrey                     |

## Elenco e personagens
| Personagem           | Filmes              | Filmes              | Filmes            | Filmes                  | Filmes                  |
| Personagem           | Duro de Matar       | Duro de Matar 2     | Duro de Matar 3   | Duro de Matar 4         | Duro de Matar 5         |
| -------------------- | ------------------- | ------------------- | ----------------- | ----------------------- | ----------------------- |
| John McClane         | Bruce Willis        | Bruce Willis        | Bruce Willis      | Bruce Willis            | Bruce Willis            |
| Holly Gennero        | Bonnie Bedelia      | Bonnie Bedelia      |                   |                         |                         |
| Al Powell            | Reginald VelJohnson | Reginald VelJohnson |                   |                         |                         |
| Richard Thornburg    | William Atherton    | William Atherton    |                   |                         |                         |
| Lucy McClane         | Taylor Fry          |                     |                   | Mary Elizabeth Winstead | Mary Elizabeth Winstead |
| John McClane Jr.     | Noah Land           |                     |                   |                         | Jai Courtney            |
| Hans Gruber          | Alan Rickman        |                     |                   |                         |                         |
| Karl                 | Alexander Godunov   |                     |                   |                         |                         |
| Harry Ellis          | Hart Bochner        |                     |                   |                         |                         |
| Dwayne Robinson      | Paul Gleason        |                     |                   |                         |                         |
| Argyle               | De'voreaux White    |                     |                   |                         |                         |
| Coronel Stuart       |                     | William Sadler      |                   |                         |                         |
| Capitão Lorenzo      |                     | Dennis Franz        |                   |                         |                         |
| Major Grant          |                     | John Amos           |                   |                         |                         |
| General Esperanza    |                     | Franco Nero         |                   |                         |                         |
| Leslie Barnes        |                     | Art Evans           |                   |                         |                         |
| Trudeau              |                     | Fred Thompson       |                   |                         |                         |
| Marvin               |                     | Tom Bower           |                   |                         |                         |
| Zeus Carver          |                     |                     | Samuel L. Jackson |                         |                         |
| "Simon" Peter Gruber |                     |                     | Jeremy Irons      |                         |                         |
| Walter Cobb          |                     |                     | Larry Bryggman    |                         |                         |
| Joe Lambert          |                     |                     | Graham Greene     |                         |                         |
| Connie Kowalski      |                     |                     | Colleen Camp      |                         |                         |
| Mathias Targo        |                     |                     | Nick Wyman        |                         |                         |
| Katya                |                     |                     | Sam Phillips      |                         |                         |
| Matthew Farrell      |                     |                     |                   | Justin Long             |                         |
| Thomas Gabriel       |                     |                     |                   | Timothy Olyphant        |                         |
| Frederick Kaludis    |                     |                     |                   | Kevin Smith             |                         |
| Miguel Bowman        |                     |                     |                   | Cliff Curtis            |                         |
| Mai Linh             |                     |                     |                   | Maggie Q                |                         |
| Trey                 |                     |                     |                   | Jonathan Sadowski       |                         |
| Yuri Komarov         |                     |                     |                   |                         | Sebastian Koch          |
| Irina Komarov        |                     |                     |                   |                         | Yuliya Snigir           |
| Alik                 |                     |                     |                   |                         | Radivoje Bukvic         |
| Mike Collins         |                     |                     |                   |                         | Cole Hauser             |
| Viktor Chagarin      |                     |                     |                   |                         | Sergei Kolesnikov       |